# Corpo d'armata corazzato
Il Corpo d'armata corazzato è stato una grande unità militare del Regio Esercito Italiano.

## Storia
Il Corpo d'armata corazzato venne costituito a Mantova al comando del generale Fidenzio Dall'Ora l'11 novembre 1938 con le Divisioni motorizzate "Po", "Trento" e con la I e II Brigata corazzata, e posto alle dipendenza della 6ª Armata.
Il 1º novembre 1939, dopo alterni avvicendamenti di unità, risultava costituito dalle Divisioni motorizzate "Trieste" e "Trento" e dalle Divisioni corazzate "Ariete" e "Littorio".
Contemporaneamente al Corpo d'armata corazzato, venne costituito anche un Comando XVII Corpo d'armata che, formato a Napoli con compiti essenzialmente territoriali, in sostituzione del X Corpo d'armata trasferito in Africa Settentrionale, venne peraltro sciolto il 25 luglio successivo. Dal 10 giugno le unità del Corpo d'armata corazzato rimasero dislocate nel mantovano.
A fine 1940 la "Trieste" fu inquadrata nel Corpo d'armata speciale e la "Littorio" nel Corpo d'armata autotrasportabile. 
Nel 1941, le divisioni del "Corpo d'armata corazzato" rimaste, "Ariete" e "Trento", furono inviate in Africa Settentrionale. Il comando, rimasto in Italia, prese nel marzo il nome di XVII Corpo d'armata, inquadrando altre divisioni.